# Чумойка (приток Валы)
Чумойка — река в России, протекающая по территории Можгинского района Удмуртской Республики. Устье реки находится в 145 км по левому берегу реки Вала. Длина реки составляет 11 км. Площадь бассейна — 24,3 км².
Исток находится к востоку от деревни Лесная Поляна в 4 км к югу от центра города Можга. Река течёт на северо-восток, протекает юго-восточные пригороды города Можга, деревню Чумойтло и впадает в Валу у посёлка Керамик (Муниципальное образование «Черёмушкинское»).

## Данные водного реестра
По данным государственного водного реестра России относится к Камскому бассейновому округу, водохозяйственный участок реки — Вятка от водомерного поста посёлка городского типа Аркуль до города Вятские Поляны, речной подбассейн реки — Вятка. Речной бассейн реки — Кама.
Код объекта в государственном водном реестре — 10010300512111100039153.